# 아마존매너티
아마존매너티(Trichechus inunguis)는 바다소목에 속하는 매너티의 일종이다. 브라질, 페루, 콜롬비아, 볼리비아, 에콰도르 등 아마존 분지의 민물에서 서식한다. 몸 크기는 매너티 종류 중 가장 작다.

## 어원
종명인 inunguis는 "발톱 없는"이라는 뜻의 라틴어 단어이며, 속명인 Trichechus는 "머리털"을 뜻하는 라틴어이다. 이것은 매너티의 입술 주위의 수염을 가리킨다.

## 형태
몸길이는 250~300cm이고, 몸무게는 150~379kg으로 매너티과와 현생 바다소목 종 중에서 가장 작은 종이다. 유체일 때는 몸무게 10-15kg, 몸길이 85-105cm 정도이다.
콧등은 약간 앞쪽으로 향해 있지만 입은 아래쪽에 있다. 몸 색깔은 푸르스름한 회색으로, 피부는 미끌미끌하며 배쪽에는 부정형의 핑크색 얼룩 무늬가 들어간다. 앞다리에는 발톱이 없어 노처럼 되어 있다. 귓바퀴가 없고 눈은 작으며 입 부분이 매우 넓어 해초를 뜯기에 알맞다.

## 분포
브라질과 페루, 콜롬비아, 에콰도르, 가이아나 그리고 베네수엘라의 아마존 분지에 서식한다. 플라이오세에 안데스산맥이 형성되었을 때 격리되어 육봉형(陸封型)이 된 것으로 추측하고 있다.